# Gerbera viridifolia
Gerbera viridifolia (DC.) Sch.Bip., 1844 è una pianta appartenente alla famiglia delle Asteraceae.

## Descrizione

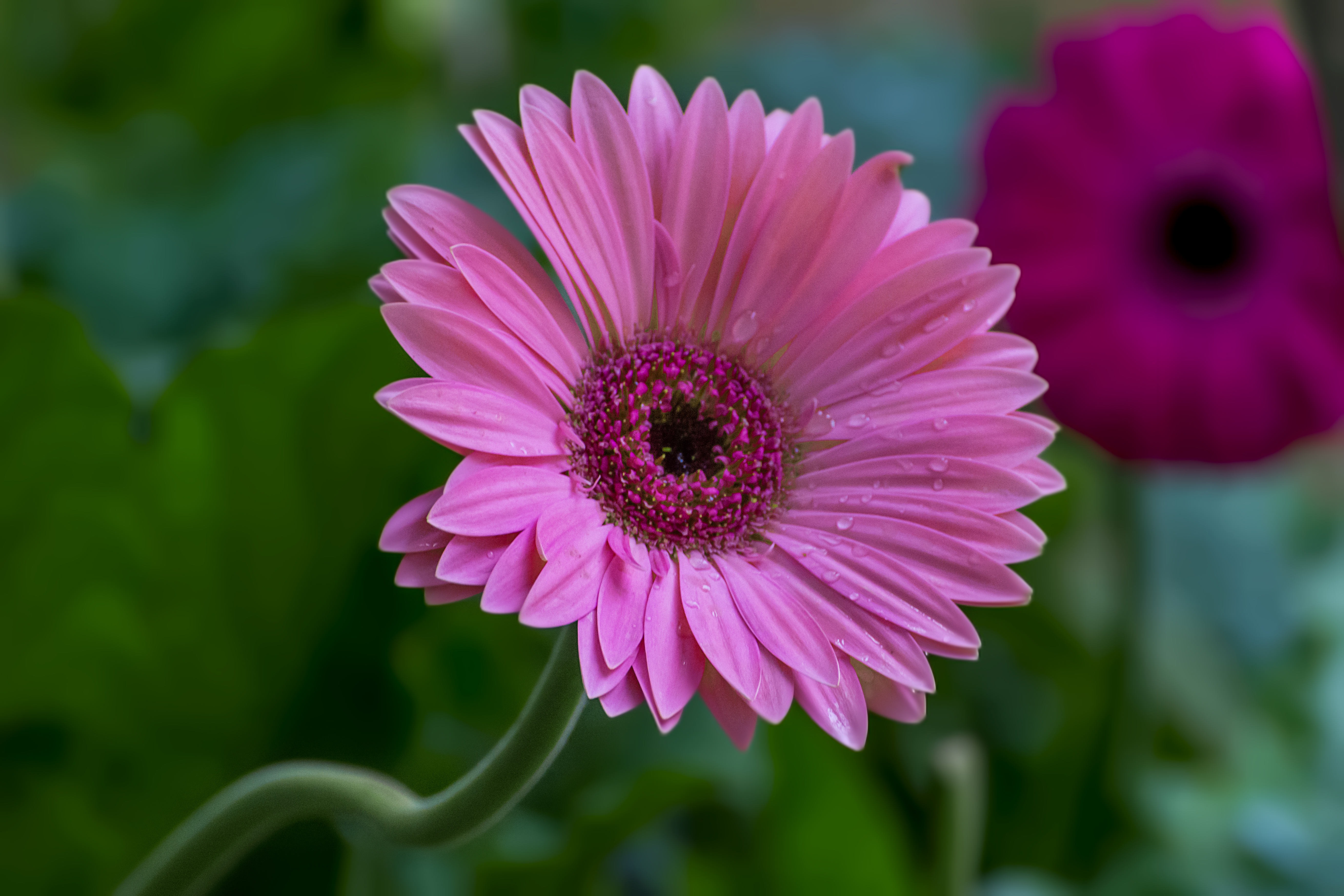
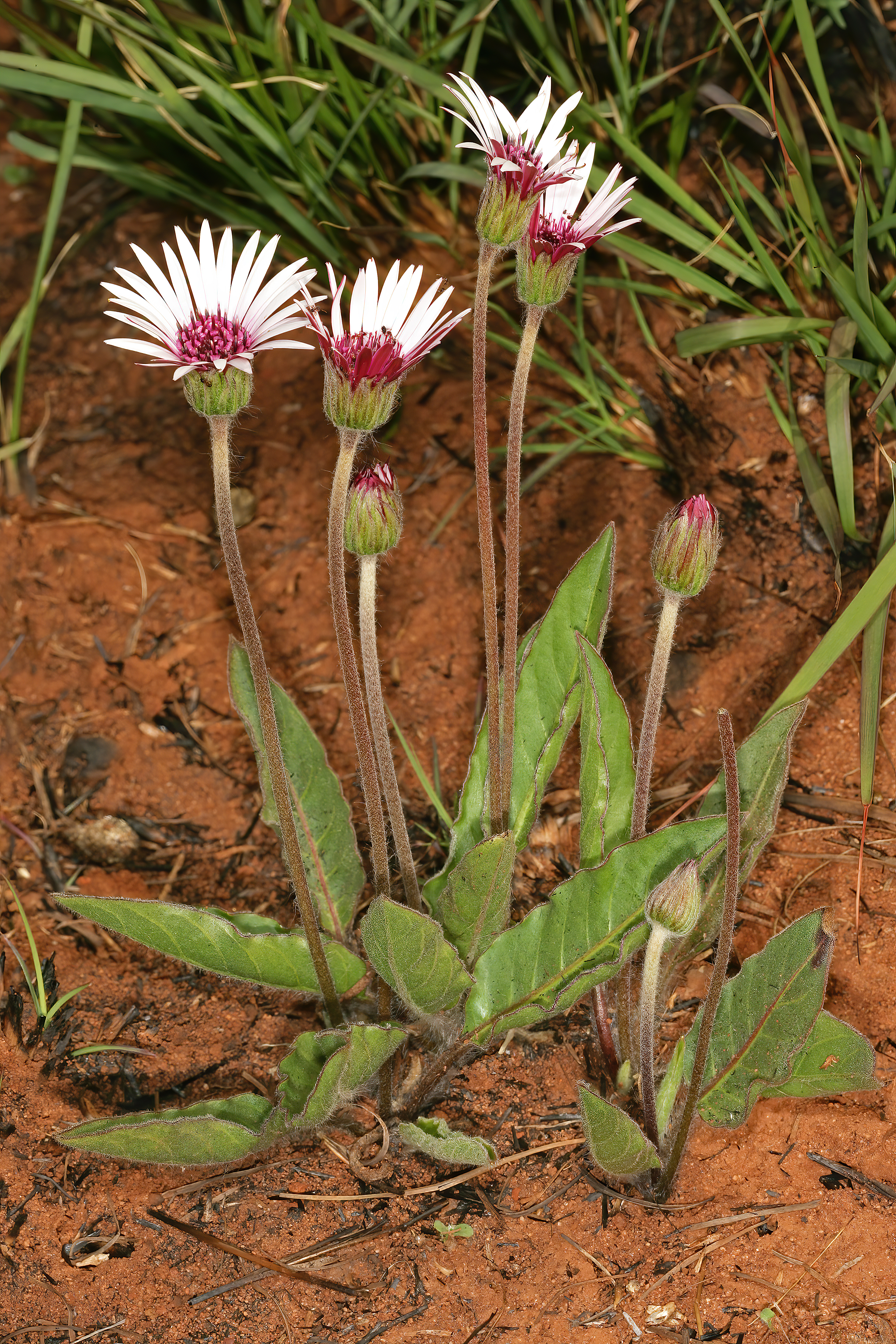

La pianta ha le foglie verdi di cui la pagina superiore è pelosa, mentre la pagina inferiore è quasi liscia. L'inflorescenza, sorretta da un gambo che raggiunge i 45 cm di lunghezza, è un capolino solitario di colore dal bianco al violetto. Il frutto è una cipsela lunga circa 6 mm, dotata di pappo. La pianta fiorisce generalmente da settembre a novembre, ma può fiorire tutto l'anno.

## Distribuzione e habitat
La specie è diffusa nelle provincie sudafricane di KwaZulu-Natal e Mpumalanga e nello Swaziland.

## Tassonomia
Il genere Gerbera, un gruppo di piante angiosperme dicotiledoni, appartiene alla tribù Mutisieae, raggruppamento che la classificazione tradizionale collocava all'interno della sottofamiglia Cichorioideae e che la moderna classificazione filogenetica ha ricollocato, ridisegnandone i confini, all'interno della sottofamiglia Mutisioideae.

### Sottospecie
Per questa specie sono riconosciute le seguenti due sottospecie:
- Gerbera viridifolia subsp. natalensis (Sch.Bip.) H.V.Hansen, 1985 - Distribuzione: Sudafrica.[2]
- Gerbera viridifolia subsp. viridifolia - Distribuzione: Sudafrica e Africa centro-orientale.[6]